# نادي ساو خوسيه
ساو خوسيه إسبورتي كلوب (São José Esporte Club) أو اختصارًا ساو خوسيه، هو نادي كرة قدم برازيلي مقره في مدينة ساو خوسيه دوس كامبوس، ساو باولو. يتنافس الفريق في دوري باوليستا الدرجة الثانية (المستوى الثاني من دوري كرة القدم لولاية ساو باولو). ملعبه الرئيسي هو ملعب مارتينز بيريرا، الذي تبلغ سعته القصوى حوالي 15,300 متفرج.